# حوسبة الطوبولوجيا
حوسبة الطوبولوجيا هي عملية تصميم وإنشاء أجهزة وبرمجيات قائمة على معالجة الدفعات الكهرومغناطيسية المعدلة طوبولوجيًا والتي تختلف عن بعضها البعض من حيث طوبولوجيا الفضاء-الزمن.

## العلم والنظرية
كان ألفريد تارسكي (Alfred Tarski) أول من ربط بين طوبولوجيا الأرقام والأنظمة المنطقية. فلقد وضح كيف يمكن الربط بين الوحدات المنطقة والأرقام الهندسية المختلفة من حيث الطوبولوجيا. مع نهاية الثمانينيات من القرن العشرين تمت دراسة طوبولوجيا المجال الكهرومغناطيسي دراسة تفصيلية وتمت صياغة نظرية طوبولوجية عن الموجات الموجهة والمكونات وتم استخدامها في العديد من المكونات دقيقة الموجة المتكاملة.
تصف نظرية الطوبولوجيا -التي هي بطبيعتها نظرية غير محلية- المجالات الكهربية والمغناطيسية من خلال المخططات أو الهياكل التي تتكون من فواصل خريطة قوة المجال والأشكال المتعددة لتوازن المجال. ويتم إقران تلك الهياكل ببعضها البعض باستخدام التناظر الطوبولوجي لمعادلات ماكسويل. يمكن العثور على نواحي أخرى لنظرية الطوبولوجيا للمجال الكهرومغناطيسي وتطبيقات الطوبولوجيا في الفيزياء والكهرومغناطيسية من خلال المراجع التالية:

## الإشارات المعدلة بالطوبولوجيا
في خطوط الإرسال، يمكن إنتاج الدفعات الكهرومغناطيسية من خلال المحتوى المُختلف من حيث طوبولوجيا الفضاء والزمن، فهذه هي الإشارات المعدلة من الناحية الطوبولوجية. وتتفوق تلك الإشارات من حيث المناعة الزائدة ضد التشويش وذلك بفضل طبيعتها الطوبولوجية. وتحمل الإشارات المعلومات الرقمية باستخدام هياكلها وقدرة الدفعات ويمكنها تعديل المحمولات, والمنطق البولياني, وإعادة التشكيل ومنطق الكم الزائف.

## معالجات وحواسيب طوبولوجية
إن وحدة الحوسبة التي تؤدي الوظائف باستخدام دفعات معدلة طوبولوجيًا هي المعالج الطوبولوجي الذي وضع ما بين عامي 1991 و1992. ولقد اتحد هذا المعالج مع الوحدات الرقمية التقليدية الضرورية لتكوين الحاسب الآلي الطوبولوجي.
إن أول معالج منطق محمولات اعتمد على فكرة الحوسبة الطوبولوجية قد تم تصميمه واختباره حسب معايير مصفوفات البوابات المنطقية القابلة للبرمجة في الميدان (FPGA) عام 2007.
اقترح أيه كيتايف (A. Kitaev) وآخرون عام 2002 أول حاسوب كمومي طوبولوجي كما اقترح نظرية بنائه.
اقترح ريابوف (Ryabov) وسيروف (Serov) عام 2007 نظرية لحالة خاصة من المعالجات الطوبولوجية وهي نظرية خاصة بالتشغيل الموازي لفوكسل الصورة الأولية.
قام بيز (Baez) وستاي (Stay) بدراسة العلاقات بين الطوبولوجيا والفيزياء والحوسبة (2009).

## نتائج متصلة
1. يعد منطق الطوبولوجيا حالة خاصة للمنطق المكاني. وتوجد بعض المعلومات حول الطوبولوجيا الرقمية التي هي حجر الأساس للحوسبة الطوبولوجية في المراجع التالية.